# Push, Nevada
Push, Nevada è una serie televisiva statunitense creata da Ben Affleck e Sean Bailey e trasmessa nel 2002 dall'ABC.
Commistione tra fiction poliziesca, alternate reality game e gioco a premi in denaro, è ricordata come uno dei primi veri esperimenti televisivi di narrazione crossmediale, nonostante la cancellazione in corso d'opera per via dei bassi ascolti.

## Trama e struttura
La serie segue le indagini di un'agente dell'IRS, giunto a Push, cittadina sperduta nel deserto del Nevada, per far luce su di un'irregolarità nei conti di un casinò locale pari a un milione di dollari, della quale è stato avvisato da una fonte anonima. Lì, scopre che quella che credeva una semplice appropriazione indebita fa in realtà parte di un più vasto e misterioso disegno che si dipana tra gli strani abitanti della città.
Particolarità della serie era il dare agli spettatori la possibilità di vincere il milione di dollari mancante risolvendo il mistero di Push attraverso gli indizi disseminati in ogni episodio: ciascuno nascondeva una parola, numero o tema ricorrente che, per essere individuato al di là di ogni ragionevole dubbio, spesso spaziava nella crossmedialità, indirizzando verso siti web fittizi creati ad hoc, numeri di telefono di vari personaggi su cui ascoltare indovinelli registrati in segreteria ed anche un opuscolo complottista sulla vera natura di Push scaricabile da Internet. Alla fine, gli indizi assieme avrebbero formato un codice cifrato corrispondente a un numero di telefono: il primo a comporlo sarebbe risultato il vincitore.

## Episodi
| Stagione       | Episodi | Prima TV USA | Prima TV Italia |
| -------------- | ------- | ------------ | --------------- |
| Prima stagione | 7       | 2002         | inedita         |

## Personaggi e interpreti

### Principali
- Jim A. Prufrock, interpretato da Derek Cecil.
Il suo nome è una citazione da Il canto d'amore di J. Alfred Prufrock di T. S. Eliot.[2] Jacob Smith interpreta Jim da bambino.
- Mary Sloman, interpretata da Scarlett Chorvat.

### Ricorrenti
- Grace, interpretata da Melora Walters.
- Dawn Mitchell, interpretata da Liz Vassey.
- Dwight Sloman, interpretato da Raymond J. Barry.
- Martha, interpretata da Conchata Ferrell.
- BRB, interpretato da Tom Towles.
- Gli uomini eleganti, interpretati da Steven Culp, Tom Gallop, James Patrick Stuart, Larry Poindexter e David Carey Foster.
- Shadrach, interpretato da W. Earl Brown.
- Delilah, interpretata da Alexondra Lee.

## Produzione
Gli ideatori della serie Ben Affleck e Sean Bailey si sono ispirati al libro illustrato di Kit Williams Il tesoro di Masquerade (1979), che diede inizio a una caccia al tesoro nell'Inghilterra dell'epoca.